# Quercus lucana
Quercus lucana är en bokväxtart som beskrevs av Orazio Gavioli. Quercus lucana ingår i släktet ekar, och familjen bokväxter.
Artens utbredningsområde är Italien. Inga underarter finns listade.